# Serin de Sainte-Hélène
Crithagra flaviventris
Espèce
Statut de conservation UICN

 LC  : Préoccupation mineure
Synonymes
Serinus flaviventris
Le Serin de Sainte-Hélène (Crithagra flaviventris) est une espèce de passereaux appartenant à la famille des Fringillidae.

## Répartition
Nichant traditionnellement dans le sud de l'Afrique, il a ensuite été introduit dans les îles de Sainte-Hélène et de l'Ascension.

## Distribution
Sud de l’Afrique où il remplace le serin soufré. Il a aussi été introduit dans les îles Ascension et Sainte-Hélène dans le Pacifique Sud et il semble qu’il s’agisse de la forme nominale importée du Cap par des Anglais au début du siècle dernier.

## Sous-espèces
D'après la classification de référence (version 14.2, 2024) du Congrès ornithologique international, cette espèce est constituée des sous-espèces suivantes :
- S. f. damarensis (Roberts, 1922) — sud de l’Angola (Cuando Cubango, Huíla), Namibie (sauf l’extrême sud), Botswana, nord de la Province du Cap ;
- S. f. flaviventris (Swainson, 1828) — ouest, centre, sud de la Province du Cap, extrême sud de la Namibie en intergradation avec marshalli ;
- S. f. guillarmodi (Roberts, 1936) — hauts plateaux du Lesotho ;
- S. f. marshalli (Shelley, 1902) — sud du Transvaal, Orange, Lesotho (basses terres).

Les formes quintoni  Winterbottom, 1959 et hesperus Winterbottom, 1963 sont incluses dans la forme nominale tandis que aurescens  Clancey, 1958 n’est pas reconnue par Fry & Keith (2004).

## Habitat

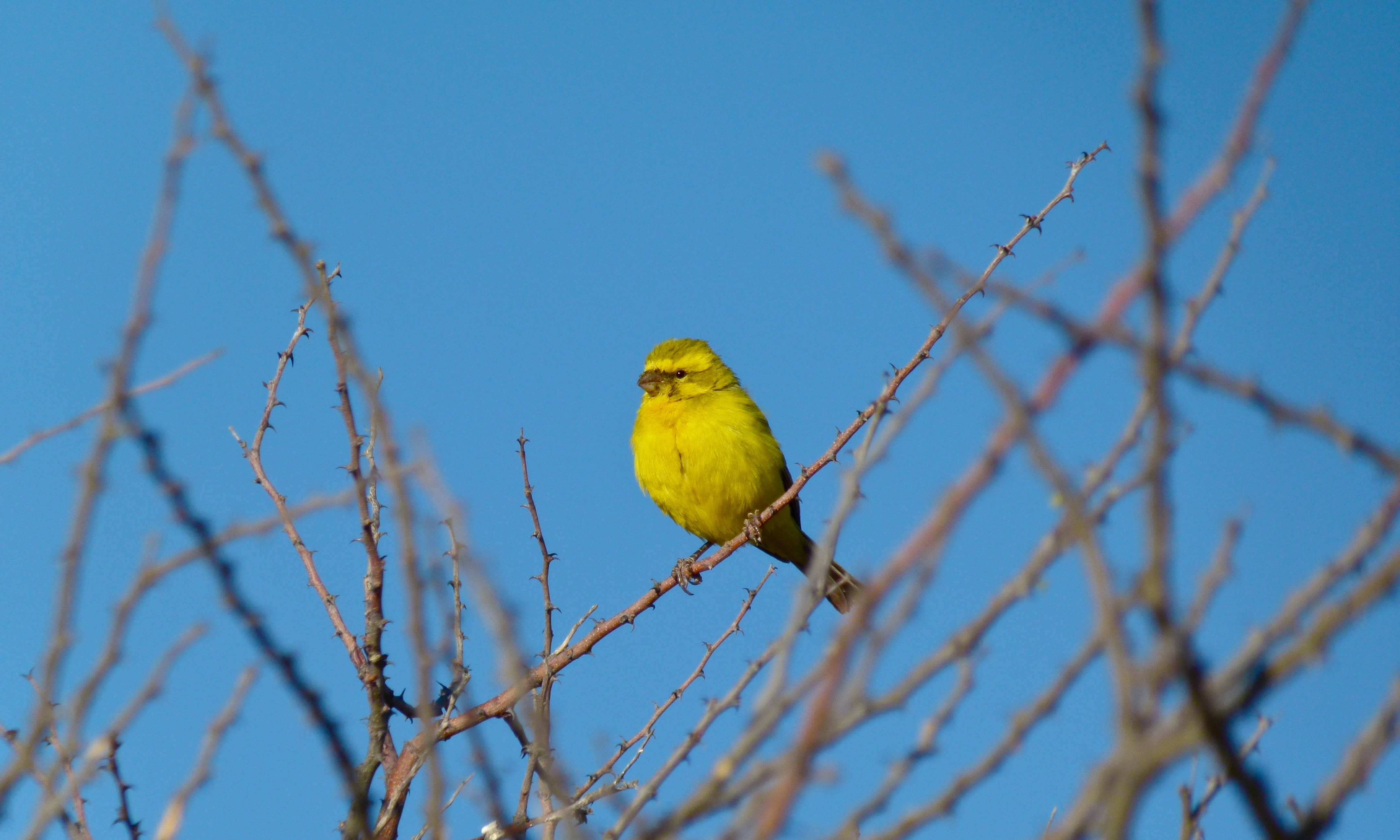
Crithagra flaviventris sur un arbuste (Parc transfrontalier de Kgalagadi, Afrique du Sud)

Le serin de Sainte-Hélène est inféodé à la savane aride et semi-aride parsemée d’arbustes rabougris. Dans l’ouest de la Province du Cap, il est très abondant sur la grève et les dunes parsemées de maquis mais peu commun en montagne et évite le maquis d’altitude. Il visite parfois le bord de mer, explorant la zone des marais et le rivage sableux parsemé de buissons d’Euphorbia mauretanica. Dans le Grand Karoo, il visite les zones buissonneuses le long des cours d’eau ; dans l’est de la Province du Cap, il fréquente les prairies sèches ; au Lésotho, il visite les flancs rocailleux des collines et les zones arbustives de montagne (Fry & Keith 2004).
Ottaviani (2011) a observé l’espèce en mars 2001 dans la réserve naturelle de Sandveld, nord-ouest de l’État Libre d’Orange, dans un habitat ouvert de bouquets d’arbres disséminés (dont des acacias) dominant un tapis herbeux et pourvu de quelques points d’eau. Ces abreuvoirs naturels semblent jouer un rôle important dans la survie de l’espèce, au moins en saison sèche.

## Alimentation
Son régime alimentaire se compose de graines de plantes des genres suivants : Arctotheca, Bidens, Senecio, Elytropappus, Stoebe, Eriocephalus, Dorotheanthus, Diascia, Cannomis, Cliffortia, Erica, Chenopodium, Metalasia, Amarantus angustifolius, A. thunbergii et Sonchus oleraceus (Brickell & Konigkramer 1997).
Dans le sud-ouest de la Province du Cap, 50 % du régime consiste en plantes du genre Chenopodium, 10 % Erica, 6 % Arctotheca, 9 % Senecio, Gnidia et Eriocephalus, 12 % Stoebe, Elytropappus, Melianthus, Cliffortia, Bidens, Dorotheanthus, Rumex, Diascia et Cannomois avec 13 % de nourriture non identifiée (Milewski 1978).
Hockey et al. (2005) ont répertorié des graines d’herbes : Brachiara glomerata et Eleusine coracana ; d’arbustes et d’arbrisseaux : Arctotheca calendula, Atriplex lindleyi, Bidens pilosa, Salsola kali, Cannomois, Chenopodium, Cliffortia, Diascia, Dorotheanthus, Dicerothamnus rhinocerotis, Erica, Eriocephalus, Gazania, Melianthus, Osteospermum, Rumex, Salvia, Senecio, Stoebe et des plantes de la famille des mésembryanthémacées ; des fruits de Lycium et d’Aloe barberae avec un complément d’invertébrés.

## Parade nuptiale
En début de saison de reproduction, le mâle parade en chantant au cours d’un vol élevé et papillonnant avec des battements d’ailes tremblants, se terminant parfois sur un buisson (Fry & Keith 2004).

## Nidification
Le nid peut être une coupe peu profonde, lâche et étalée ou au contraire compacte et bien structurée de rameaux secs avec parfois des feuilles ou des cosses, racines, radicelles, herbes fines, particules de bruyère, vrilles de Clematis et tiges d’herbes. Le revêtement interne consiste en fibres moelleuses comme du duvet d’Eriocephalus et de capitules de plantes herbacées. Un dessin au trait dans le livre de Fry & Keith (2004) montre une coupe (contenant quatre œufs) abondamment tapissée d’un duvet végétal blanc sur une large assise de brindilles et de rameaux. Le nid est placé sur une fourche, dans le feuillage d’un buisson comme Elytropappus rhinocerotis, Eriocephalus unbellulatus ou Zygophyllum morgsana entre 0,30 et 1,20 m de hauteur avec des extrêmes à 3 m dans un petit arbre dense (souvent un conifère) et à 0,15 m. Il est construit par la femelle pendant trois jours. L’incubation incombe à la femelle seule nourrie au nid par le mâle (Fry & Keith 2004).